# James Mackay (aktor)
James Wilson Mackay (ur. 20 lipca 1984 w Sydney) – amerykański aktor telewizyjny, teatralny i filmowy. Wystąpił jako Steven Carrington w serialu Dynastia. Absolwent Sydney Grammar School, Uniwersytetu w Sydney na wydziale historii i literatury angielskiej oraz Western Australian Academy of Performing Arts w Perth. 

## Wybrana filmografia

### filmy fabularne
- 2010: Nie bój się ciemności jako bibliotekarz
- 2016: Przełęcz ocalonych jako prokurator
- 2017: Piraci z Karaibów: Zemsta Salazara jako Maddox

### seriale TV
- 2010: Ekipa ratunkowa jako Saxon Blake
- 2017: Pozostawieni jako Bernard
- 2017-2019: Dynastia jako Steven Carrington